# Frances FitzGerald
Ne doit pas être confondu avec Frances Fitzgerald.
Pour les articles homonymes, voir FitzGerald.
Frances FitzGerald (New York, 21 octobre 1940) est une journaliste et auteur américaine.

## Biographie
Fille de Desmond FitzGerald (en) (1910 – 1967), avocat américain puis dès 1950 agent de la CIA, dont il devint un directeur adjoint, et de Marietta Endicott Peabody (en) (1917 – 1991), journaliste qui fut nommée, sous l'administration de John F. Kennedy, représentante des États-Unis à la Commission des droits de l'homme des Nations Unies. Ses parents divorcent peu après la Seconde Guerre mondiale ; par le second mariage de sa mère, Frances a eu une demi-soeur, le mannequin britannique Penelope Tree. Très jeune déjà, Frances est présentée par ses parents à de nombreuses personnalités politiques.
Frances suit ses études à Dalton School. Elle est diplômée de Foxcroft School à Middleburg (Virginie) et obtient sa licence universitaire magna cum laude de Radcliffe College.
Après ses études, elle devient journaliste, tout d'abord pour le New York Herald Tribune magazine. Elle se rend au Sud Viêt Nam de janvier à novembre 1966. Au contraire de ses collègues journalistes mâles, elle ne s'intéresse pas aux opérations militaires, mais aux effets de la guerre du Vietnam sur la vie politique et la société sud-vietnamiennes ; son premier article, "The Hopeful Americans & the Weightless Mr. Ky", est publié dans The Village Voice en avril 1966. Elle enquête sur les conséquences de l'Operation Masher (premier trimestre 1966) sur les civils sud-vietnamiens and suit le soulèvement bouddhiste ; s'étant rendue à plusieurs reprises dans le village de Duc Lap pour interviewer des habitants, elle écrit "Life and Death of a Vietnamese Village" qui paraît dans The New York Times Magazine en septembre 1966 ; son dernier article au cours de ce voyage est "Behind the Facade: the Tragedy of Saigon" sur les conditions dramatiques des paysans ayant cherché refuge en ville.
En octobre 1967, elle est présentée à Paul Mus, alors professeur invité à Princeton University. Son livre Viêt-Nam, sociologie d'une guerre inspire Frances quant à l'analyse de la problématique du Vietnam et Mus devient un mentor jusqu'à son décès en 1969. En janvier 1970, elle rencontre Henry Kissinger pour discuter de la politique vietnamienne du président Richard Nixon. Elle retourne en voyage à Saïgon en septembre 1971.
Son ouvrage Fire in the Lake: The Vietnamese and the Americans in Vietnam — qui attire l'attention sur le fait que les États-Unis ne comprennent ni l'histoire ni la culture du Vietnam, et qui met en garde sur l'implication des États-Unis dans ce pays — paraît tout d'abord en cinq volets dans The New Yorker à partir de juillet 1972, puis est publié en livre le mois suivant, et obtient des revues élogieuses ; en 1973, cet ouvrage reçoit le Prix Pulitzer (non-fiction), le Prix Bancroft (Histoire) et le U.S. National Book Award (histoire contemporaine).
Au début de l'année 1974, c'est-à-dire un an après la signature des accords d'armistice de Paris de 1973, Frances retourne au Sud Viêt Nam et se rend par deux fois dans les territoires contrôlés par les forces de la guerrilla communiste du Front national de libération du Sud Viêt Nam (FNL), « Vietcong » dans le jargon militaire américain, et rédige sur cette base des articles pour The New York Times et The Atlantic Monthly. Vers la fin de 1974, elle gagne Hanoi et reste au Nord Viêt Nam jusqu'au début janvier 1975, écrivant un long article pour The New Yorker.
Elle continue à écrire sur des sujets relatifs à l'histoire et la culture. Ses publications comprennent notamment des livres tels que America Revised paru en 1979, qui est une revue critique des manuels d'histoire publiés aux États-Unis, Cities on a Hill publié en 1987, qui constitue une analyse comparative des idéaux et de l'histoire urbaine américains, Way Out There in the Blue: Reagan, Star Wars and the End of the Cold War paru en 2000, qui a été un finaliste pour le Prix Pulitzer, et Vietnam: Spirits of the Earth publié en 2002. 
En 2007, elle rédige une importante introduction à l'édition américaine du journal intime de Đặng Thùy Trâm, publié à New York en septembre 2007 sous le titre Last night I dreamed of peace: The Diary of Dang Thuy Tram, ouvrage qui est devenu un bestseller international et dont la traduction française par Jean-Claude Garcias paraît en 2010, aux éditions Philippe Picquier, sous le titre Les carnets retrouvés (1968-1970).
En 2017 paraît son livre The Evangelicals: The Struggle to Shape America, une histoire du mouvement évangélical et de ses figures centrales, ainsi que de sa longue influence sur l'histoire, la politique et la culture américaines.
En 1987, l'American Academy of Achievement lui décerne le Golden Plate Award.
Elle épouse James P. Sterba, journaliste au Wall Street Journal.
Elle est membre du comité de rédaction de The Nation et de Foreign Policy, ainsi que vice-président de International PEN.

## Publications
- Fire in the Lake: The Vietnamese and the Americans in Vietnam (1972)
- America Revised (1979)
- Cities on a Hill (1987)
- Way Out There in the Blue: Reagan, Star Wars and the End of the Cold War (2000)
- Vietnam: Spirits of the Earth (2002)